# Staatsgrenzschutzamt am Innenministerium der Republik Litauen

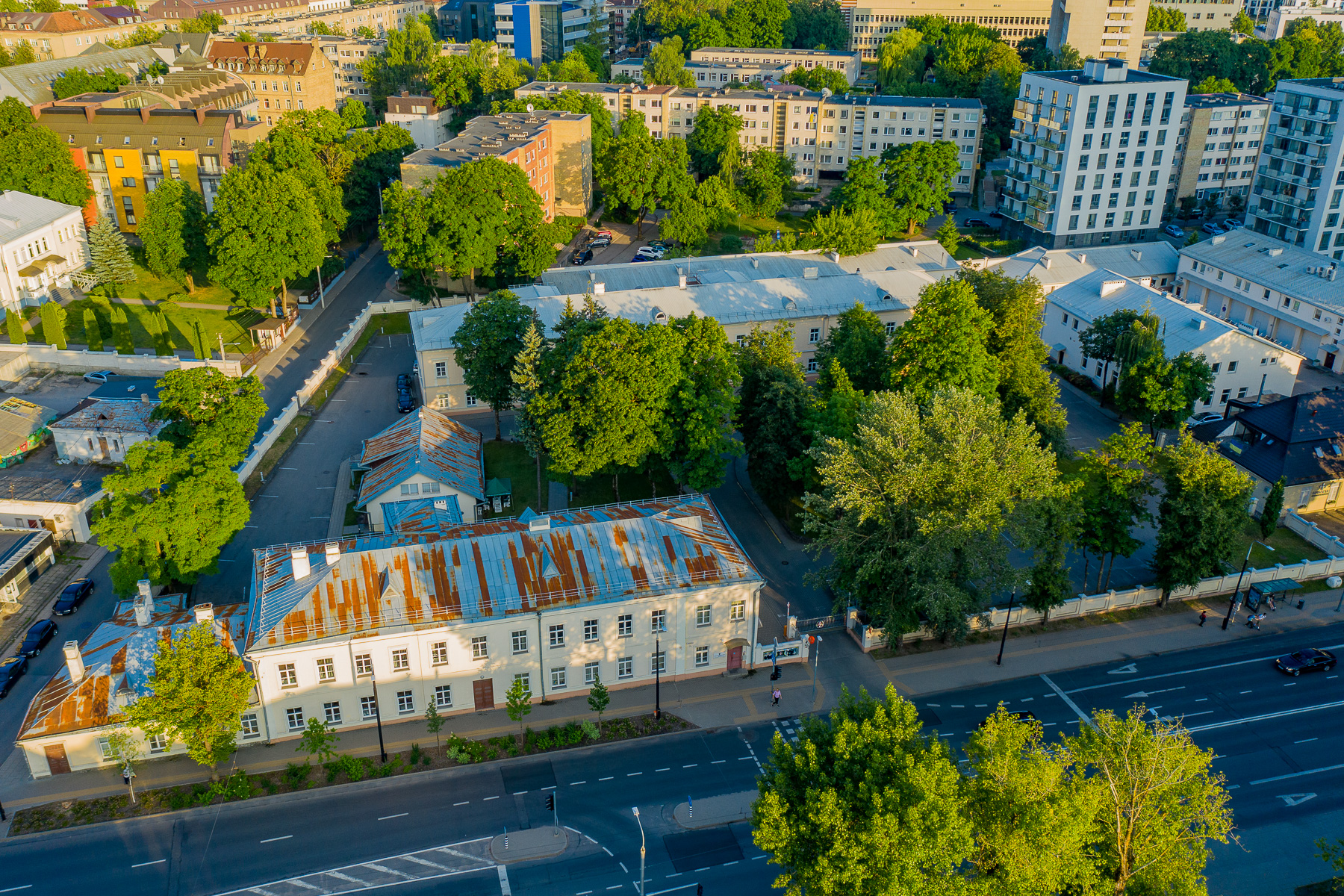
Zentrale

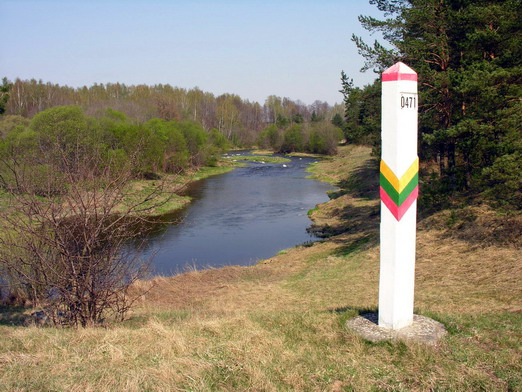
Grenzzeichen an der Vadakstis bei Lettland

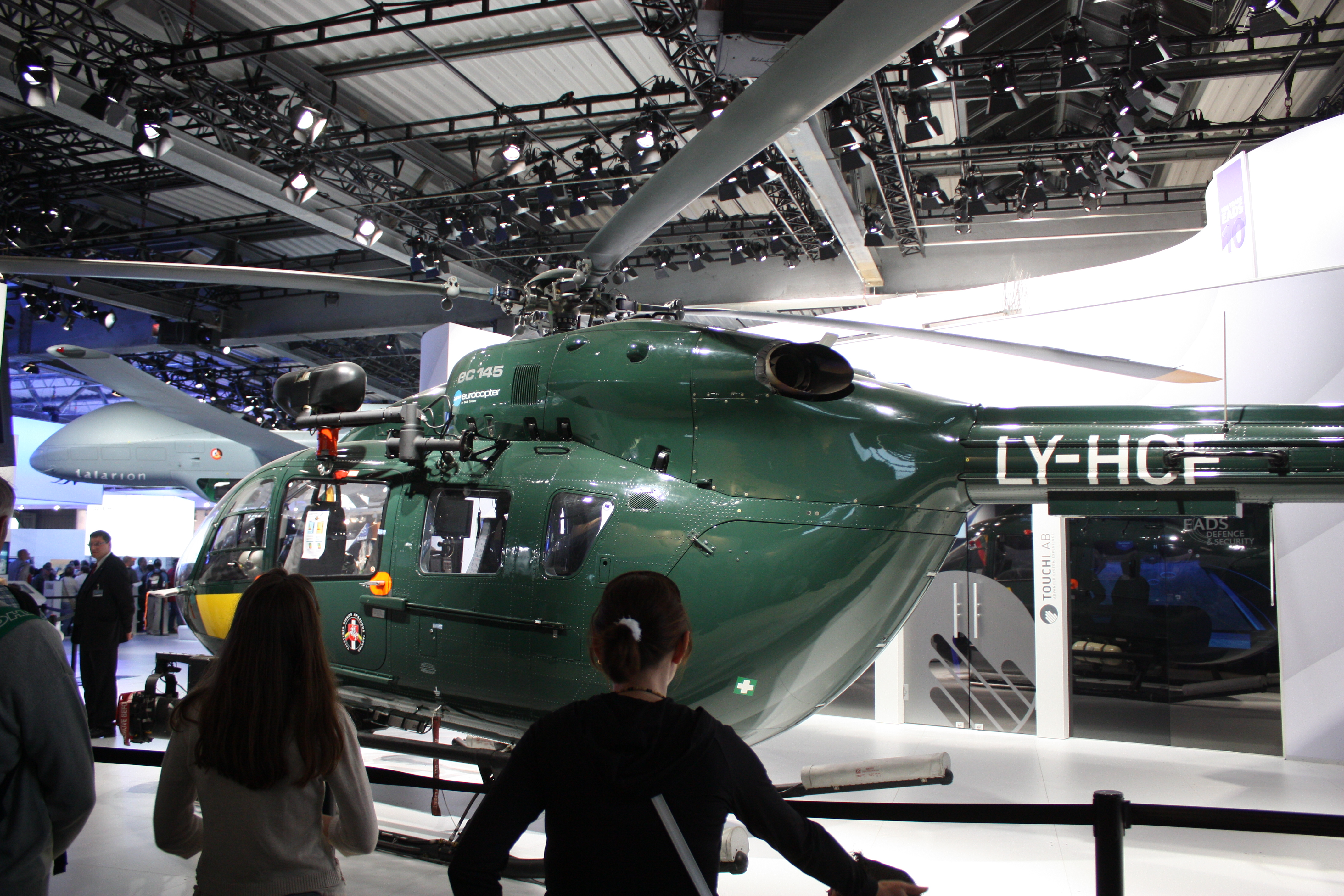
Eurocopter EC 145 von VSAT

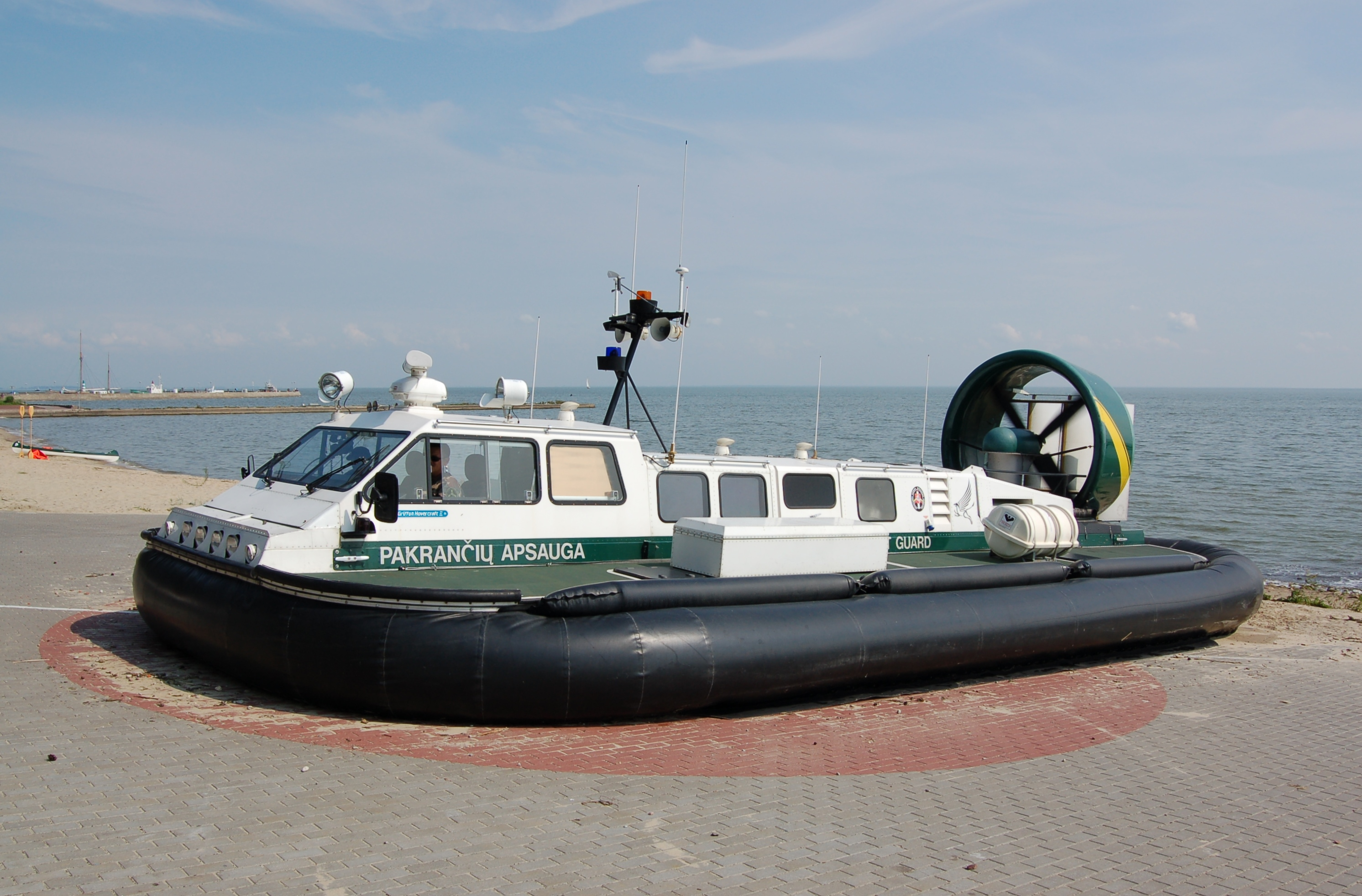
Griffon 2000TD hovercraft beim Küstenschutz

Das Staatsgrenzschutzamt am Innenministerium der Republik Litauen (litauisch: Valstybės sienos apsaugos tarnyba prie Lietuvos Respublikos vidaus reikalų ministerijos, VSAT) ist die litauische Sicherheitsbehörde für die Sicherung der Außengrenzen, der litauische Grenzschutz. Hauptaufgabe des Grenzschutzes ist die Bewachung der Grenzen Litauens. Sie ist eine verwaltungstechnisch dem Innenministerium Litauens untergeordnete militärische Organisation. Außerdem ist sie dem Präsidenten Litauens in dessen Rolle als Oberbefehlshaber untergeordnet.
Im Falle einer Mobilisierung würde der Grenzschutz ganz oder teilweise in die Streitkräfte Litauens integriert werden. Die Behörde wurde am 1. Februar 1920 gegründet.
Die Zentralverwaltung mit 233 Beamten (2011) befindet sich in Vilnius (Savanorių Prospekt 2, LT-03116). In Medininkai gibt es eigene Schule Pasieniečių mokykla.
Der Grenzschutz hat 150 Hunde, die zur Kontrolle der Grenzen eingesetzt werden. 56 % davon sind Deutsche Schäferhunde, 40 % Malinois, 1 Kurzhaariger Ungarischer Vorstehhund und andere (≈4 %) Labrador Retriever.

## Leitung
- 1990–1992: Virginijus Česnulevičius (1956–2008)
- 1992–1996: Jonas Algimantas Paužolis (* 1954)
- 1996–1998: Audronius Beišys (* 1953)
- 2004–2005: Jurgis Jurgelis (* 1942)
- 2005–2010: Saulius Stripeika (* 1966)
- 2010–2015: Vainius Butinas (* 1965)
- 2015–2019: Renatas Požėla (* 1974)
- seit 2019: Rustamas Liubajevas (* 1966)[3]